# Polizia Provinciale

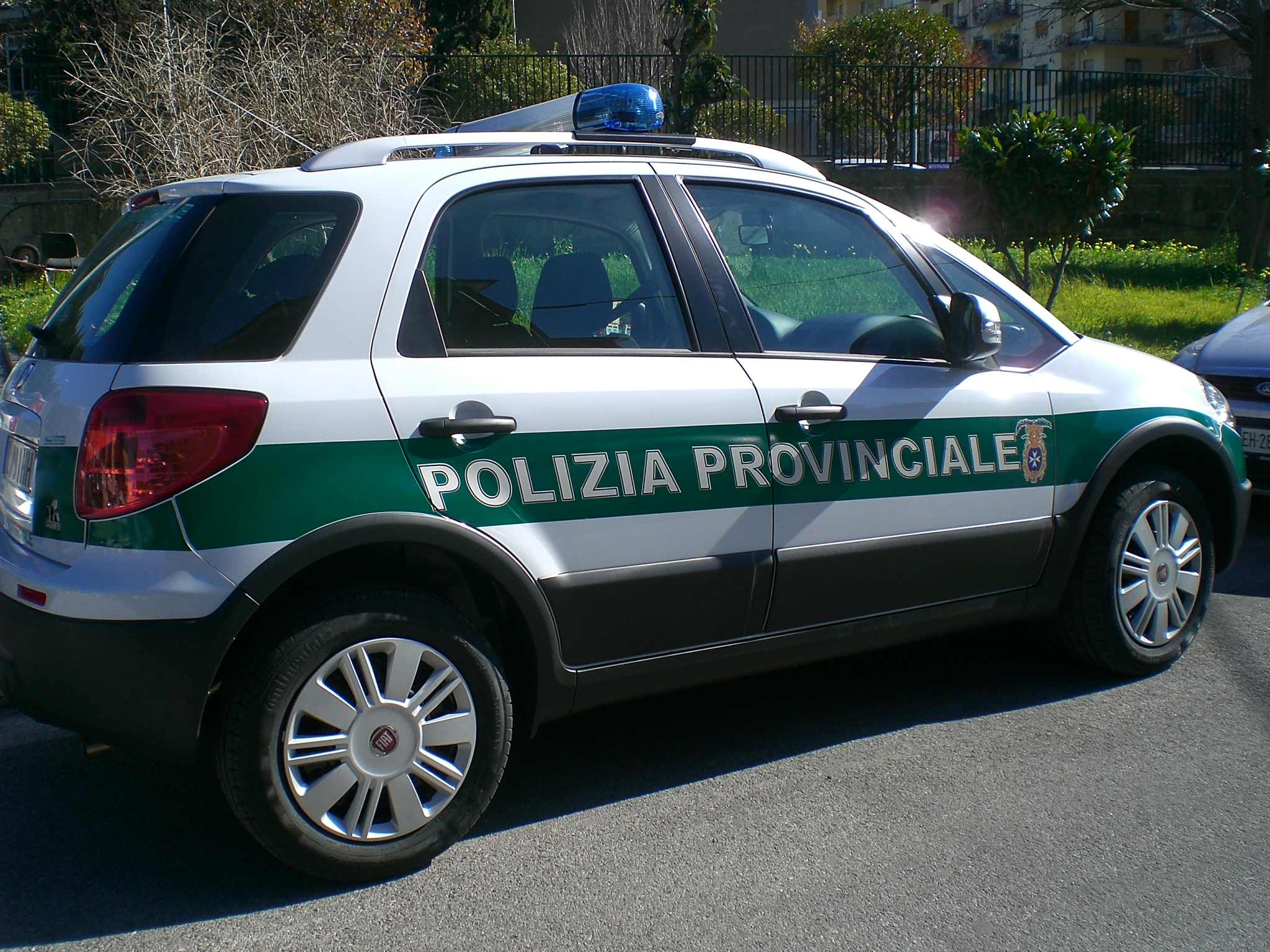
Fahrzeug einer Provinzpolizei in Italien

Die Polizia Provinciale (deutsch Provinzpolizei) ist eine Polizeiorganisation, die von den jeweiligen italienischen Provinzverwaltungen (Selbstverwaltung) unterhalten wird. In den provinzäquivalenten Metropolitanstädten wird sie Polizia Metropolitana genannt. In der Regel verfügen die Provinzpolizeien jeweils über etwa 10 bis 40 Mitarbeiter. Landesweit waren 2014 in den Provinzpolizeien insgesamt rund 2.700 Männer und Frauen beschäftigt.

## Aufgaben
Die Hauptaufgaben dieser relativ kleinen Polizeien sind die Durchsetzung der Jagd- und Binnenfischereivorschriften der jeweiligen Provinzregierung und der entsprechenden regionalen und nationalen Gesetze. Darüber hinaus sind ihnen in den vergangenen Jahren verschiedentlich auch Aufgaben im Bereich des Umweltschutzes und der Verkehrsüberwachung übertragen worden. Als Exekutivorgan der Provinzregierungen können sie zur Durchsetzung der Beschlüsse der Provinzen eingesetzt werden. Obwohl die Polizisten ihren spezifischen Zuständigkeitsbereich haben, sind sie verpflichtet, jedwede Straftat zu verfolgen, auf die sie im Rahmen ihrer Tätigkeit stoßen. Die Provinzpolizeien sind in das italienische Zivilschutzsystem eingebunden.
Die Fahrzeuge der Polizia Provinciale sind in der Regel weiß und haben einen grünen oder blauen Streifen, womit sie (alten) deutschen Polizeifahrzeugen sehr ähnlich sehen.

## Geschichte
Die Jagdbehörden der italienischen Provinzen hatten seit 1939 eigene Jagdaufseher. 1986 wurde eine rechtliche Grundlage geschaffen, die es den Provinzen ermöglichte, ihre Jagdaufseher in Provinzpolizeien zu organisieren. Bis zum Jahr 2000 hatten fast alle Provinzen Italiens kleine Organisationen dieser Art aufgebaut. Gegen die Einrichtung solcher Polizeien entschieden sich meist die Provinzen der autonomen Regionen, da diese bereits eigene Forstpolizeibehörden unterhielten.
2014 und 2015 wurden die italienischen Provinzen umfassend reformiert und die Auflösung der Provinzpolizeien vorgesehen. Die Mitarbeiter dieser Polizeien sollen in den Stadt- und Gemeindepolizeien oder in anderen Behörden weiterbeschäftigt werden.

## Weblink
- Über die Auflösung der Provinzpolizeien, Il Fatto Quotidiano, 24. Januar 2016